# Jobs (film)
Jobs is een Amerikaanse biografische film uit 2013 met in de hoofdrol Ashton Kutcher als Steve Jobs. De film ging  in première op het Sundance Film Festival van 2013. De film ontving slechte recensies en deed het erg slecht in de bioscopen. Kutcher was genomineerd voor een Razzie maar 'won' niet.

## Rolverdeling
- Ashton Kutcher - Steve Jobs
- Josh Gad - Steve Wozniak
- Lukas Haas - Daniel Kottke
- Victor Rasuk - Bill Fernandez
- James Woods - Jack Dudman